# Optometry
Optometry ist ein 2002 bei Thirsty Ear erschienenes Studioalbum von DJ Spooky mit Matthew Shipp, William Parker, Joe McPhee und Guillermo E. Brown.

## Entstehung und Stil
Optometry erschien im Rahmen der von Matthew Shipp ins Leben gerufenen Serie Blue Series bei Thirsty Ear. Es ist eine Zusammenarbeit von DJ Spooky mit den Jazz-Musikern Shipp, William Parker, Joe McPhee und Guillermo E. Brown, die eine Verschmelzung von Elementen aus Free Jazz und elektronischer Musik ist.
Die Einzigartigkeit des Albums bestehe darin, dass es zugleich ein DJ- und ein Jazz-Album sei. Es ist oft nicht klar, ob das gehörte live eingespielt oder digital vor- oder nachbearbeitet wurde.

## Beteiligte Musiker
- DJ Spooky – Laptop, Kalimba, Turntables, Kontrabass
- Matthew Shipp – Klavier
- William Parker – Kontrabass
- Joe McPhee – Tenorsaxophon, Trompete
- Guillermo E. Brown – Schlagzeug

Gastauftritte
- Daniel Bernard Roumain – Violine (3, 5, 11)
- Carl Hancock Rux – spoken words (4)
- Pauline Oliveros – Gesang (4)
- Billy Martin – Schlagzeug (5)
- Napoleon Maddox – Beatboxing, Rap (9)
- Daniel Carter – Flöte (9)
- High Priest – Rap (10)

## Titelliste
1. Ibid, désmarches, ibid 5:40
2. Reactive Switching Strategies for the Control of Uninhabited Air 6:14
3. Variation Cybernétique: Rhythmic Pataphysic (Part I) 2:48
4. Asphalt (Tome II) 7:03
5. Optometry 11:36
6. Sequentia Absentia (Dialectical Triagulation I) 7:03
7. Rosemary 4:10
8. Dementia Absentia (Dialectical Triagulation II) 3:34
9. Parachutes 5:26
10. Absentia Absentia (Dialectical Triagulation III) 3:51
11. Variation Cybernétique: Rhythmic Pataphysic (Part II) 2:13
12. Périphique 9:07
13. It’s a mad, mad, mad, world 5:11

## Rezeption
In einer 4-Sterne-Rezension auf Allmusic wurde die Originalität des Albums sowie die Qualität der kollektiven Improvisationen der Band gelobt. Der Autor resümierte: „Riff, Improvisation, Klangfrakturen, lyrische Spannungen, splittrige Harmonien sowie ein konstantes, verführerisches Gefühl von Groove durchdringen dieses Jazzalbum, das eine Tür in eine schöne neue Zukunft öffnet für einen Free Jazz mit Seele. Spooky übertraf hier alle Erwartungen.“
Bei Pitchfork Media bekam Optometry eine Bewertung von 7.5. Der Rezensent stellte fest, dass es dem Album nicht gelungen sei, die selbst gesteckten Ziele zu erreichen: „Letztendlich stellt sich Spooky als Anführer einer Revolution dar, die daran scheitert, stattzufinden.“ Gleichwohl lobte er die Zusammenarbeit der Band sowie den Eklektizismus der Musik und attestierte ihr generell hohe Qualität.
Das Album wurde auf All About Jazz zweimal sehr positiv rezensiert. In der Rezension von Mark Corroto wird das Album mit vorhergehenden Versuchen, Jazz und populäre Musik zu verbinden, kontrastiert. Diese seien gescheitert, weil Jazz-Elemente nur Ergänzung gewesen seien, wohingegen Optometry es schaffe, einen tatsächlich neuen Ansatz durch eine gleichberechtigte Verbindung von Elementen verschiedener Musikgenres anzubieten.